# Liliana Kostova
Liliana Kostova (en bulgare : Лиляна Костова) est une joueuse de football bulgare née le 15 mars 1988. Elle évolue au poste de milieu offensif au FC NSA Sofia, ainsi qu'en équipe de Bulgarie.

## Palmarès

### En club
- Avec le Medyk Konin
  - Coupe de Pologne
    - Vainqueur en 2015/2016

  - Championnat de Pologne
    - Vainqueur en 2015/2016

- Avec l'Apollon Limassol
  - Championnat de Chypre
    - Champion : 2010, 2011, 2012, 2013, et 2014

  - Coupe de Chypre
    - Vainqueur : 2010, 2011, 2012, 2013, et 2014

  - Supercoupe de Chypre
    - Vainqueur : 2009, 2010, 2011, 2013, 2014

- Avec la Fiorentina
  - Supercoupe d'Italie
    - Vainqueur : 2018